# My Little Eye
My Little Eye är en amerikansk-brittisk-fransk-kanadensisk skräckfilm från 2002 i regi av Marc Evans, med Sean Cw Johnson, Kris Lemche, Stephen O'Reilly och Laura Regan i rollerna.

## Handling
Fem ungdomar, två tjejer och tre killar, får chansen att vinna en miljon dollar var. Det enda de behöver göra är att bo isolerade i ett hus i 6 månader, och bli filmade dygnet runt. Resultatet av detta ska bli en internetsänd dokusåpa lik Big Brother. Den enda regeln är att om en lämnar huset, förlorar alla. De sex månaderna går och endast en vecka återstår av fångenskapen, men så börjar märkliga saker hända. Är det filmbolaget som ligger bakom eller är det någon där ute som vill dem något ont?

## Om filmen
Filmen hade amerikansk premiär 4 oktober 2002. I Sverige hade den premiär 27 juni 2003.

## Rollista
| Sean Cw Johnson  | – Matt             |
| Kris Lemche      | – Rex              |
| Stephen O'Reilly | – Danny            |
| Laura Regan      | – Emma             |
| Jennifer Sky     | – Charlie          |
| Bradley Cooper   | – Travis Patterson |
| Nick Mennell     | – Polisen          |